# Estrées-la-Campagne
Estrées-la-Campagne är en kommun i departementet Calvados i regionen Normandie i norra Frankrike. Kommunen ligger i kantonen Bretteville-sur-Laize som ligger i arrondissementet Caen. År 2022 hade Estrées-la-Campagne 252 invånare.

## Befolkningsutveckling
Antalet invånare i kommunen Estrées-la-Campagne
Referens: INSEE